# XC-2 (航空機)
XC-2運輸機
航空機公園にて屋外展示されているXC-2
- 用途：試作輸送機
- 製造者：航空工業開発センター
- 運用者：中華民国空軍
- 初飛行：1979年2月26日
- 生産数：1
- 生産開始：1976年4月19日
- 退役：1980年
- 運用状況：屋外展示

XC-2（XC-2運輸機）は、中華民国の航空工業開発センター（現漢翔航空工業）が試作した、軍用中型輸送機である。

## 背景
中華民国は、第二次世界大戦終戦直後に中型輸送機の開発計画を有していたものの、これが実現することはなかった。その後、アメリカ合衆国よりC-119及びC-47を中型輸送機として導入した。年月を経て旧式化しC-130の航続距離短縮型の導入を図るも、これは果たせず（中華民国のC-130導入が実現したのは1990年代になってからである）T-CH-1の開発が落ち着いた1972年10月に開発方針を策定、12月には80億ニュー台湾ドルで予算化された。

## 開発
エンジンはT-CH-1と同じT53-L-701、主翼の配置は高翼、尾部は上方に水平尾翼を有し、飛行中でも開閉可能なドアを機体後方に備えることで空挺降下や物資の投下を可能とするといった基本仕様は初期に策定された。T-CH-1に次ぐ2番目の開発機であることに由来するXC-2と命名され、1974年より設計は本格化した。1975年にはジェット練習機の開発構想により計画中断の危機を迎えたものの、ジェット機開発能力の不足によりXC-2計画が続行された。1976年4月19日、試作機1機の製造が決定した。
1978年10月31日ロールアウト式典を行い地上滑走に入ったが、ノーズギアに不良が発生し試験は中止された。このノーズギアは、退役したF-86のものであり、以前に同様の事故がF-86で発生していた。調査により部品の劣化と不良が判明し、HU-16の降着装置を採用することとなった。これに伴う設計変更により完成は1979年2月にずれ込んだ。
2月26日に初飛行を達成、試験飛行を繰り返した。だが、1980年2月1日、地上待機中に左メインギアが突然収納される事故が発生、機体は損傷した。この事故自体は収納スイッチに偶然接触したことに起因するものであるが、3月に修理が終了するまでの間に計画が再検討されることになった。この検討で能力不足、過剰な機体重量、未解決の飛行中の問題が残っていることが指摘され、実用化をクリアするためのハードルが数多く残されていることが認識された。その一方でより重要度の高いジェット練習機XAT-3開発が進展していた。1980年4月、両計画の人員・費用を考慮して開発中止が決定された。屋外展示の形で保存された機体は、現在は漢翔航空工業の飛機公園に展示されている。

## 構造
高翼機配置で、2つのターボプロップエンジンを搭載し、機内空間を最大限にするために、主脚は胴体両側のバルジに収納された。
翼断面にNACA63-218層流翼を採用し、ファウラーフラップを持つ直線翼であった。また、後部胴体下面に、ローディング・ランプが設けてあり、飛行中の開閉が可能であった。

## 要目
出典: 『世界航空機年鑑 '83』北田 p.136
諸元
- 乗員: 2
- 定員: 38（旅客型構想）[2]
- ペイロード: 3,850kg
- 全長: 19.74
- 全高: 7.72m
- 翼幅: 24.9m
- 翼面積: 65.4m2
- 翼型: NACA63-218
- 空虚重量: 5,896kg
- 最大離陸重量: 11,340kg
- 動力: ライカミングT53-L-701A ターボプロップ、 （1,451hp）   × 2（燃料容量:3,082ℓ）

性能
- 最大速度: 392km/h  230kt（高度3,050m）
- 巡航速度: 324km/h  207kt（高度3,050m）
- 失速速度: 122.5km
- 航続距離: 2,131km
- 実用上昇限度: 8,352m（実用）
- 上昇率: 564m/min
- 離陸滑走距離: 534m（離陸距離：640m）
- 着陸滑走距離: 358m（着陸距離：579m）